# Ulrich Gröner
Ulrich Gröner (* 14. April 1957 in Ulm) ist ein deutscher Violinist und Hochschullehrer.

## Leben
Ulrich Gröner studierte bei Jean Laurent und Kurt Guntner in München und in der Meisterklasse von Max Rostal in Köln. Er besuchte auch Meisterkurse bei Semjon Snitkovsky in Moskau. Mit dem Beethoven Trio Ravensburg war er Preisträger der Internationalen Wettbewerbe in Colmar, Florenz und Trapani. Gröner ist Stipendiat und Preisträger des Deutschen Musikwettbewerbs. Tonträger bei JPC mit Werken von Rihm, Schostakowitsch, Schumann, Volkmann, Spohr, Marschner und E.T.A. Hoffmann. Gröner war künstlerischer Leiter der Festivals Wolfegger Wintermusik und Musik im Schwörsaal Ravensburg. Zwischen 1987 und 2002 war Gröner Konzertmeister des Ensemble 13 Baden-Baden. Von 2003 bis 2007 war Gröner Gründungsmitglied des Heine Quartetts und unterrichtete mit diesem Ensemble als Gastprofessor an der Guilhall School of Music in London. Eine erste CD des Heine Quartetts mit Werken von Brahms und Janáček wurde im Strad-Magazin zur Aufnahme des Monats im März 2007 gewählt. Von 1993 bis 2017 hatte Gröner eine Professur für Violine an der Zürcher Hochschule der Künste.